# بيبي ميل
بيبي ميل (بالإسبانية: Pepe Mel) (28 فبراير 1963 مدريد إسبانيا - ) هو لاعب كرة قدم إسباني، يلعب كمهاجم.

## وصلات خارجية
بيبي ميل على موقع قاعدة بيانات كرة القدم.إي يو (الإنجليزية)
- بيبي ميل على موقع عالم كرة القدم.نت (الإنجليزية)